# حسين بيرم
حسين بيرم (بالفرنسية: Hussein Bayram)‏ (مواليد 28 نوفمبر 1975) هو ملاكم فرنسي، مثّل بلاده في الألعاب الأولمبية الصيفية 1996.

## روابط خارجية
حسين بيرم على موقع بوكس ريك (الإنجليزية) (registration required)
- حسين بيرم على موقع أوليمبيديا (الإنجليزية)